# Franz Ackermann
Franz Ackermann (nascido em 1963 em Neumarkt-Sankt Veit, Baviera) é um pintor e artista de instalações alemão, radicado em Berlim. A sua obra caracteriza-se por uma abstracção cartunesca. Desde 2001 é professor de pintura na Academia de Arte de Karlsruhe.

## Biografia
Ackermann frequentou a Academia de Belas Artes de Künste (Akademie der Bildenden Künste), em Munique, de 1984 a 1988, e a Faculdade de Artes Plásticas de Künste (Hochschule für bildende Künste), em Hamburgo, de 1989 a 1991, onde estudou com Bernhard J. Blume. Os seus estudos levaram-no a Hong Kong, graças ao Serviço Alemão de Intercâmbio Académico. 
Os temas das suas obras incidem frequentemente em temas como as viagens, a globalização e a estética das grandes áreas urbanas. Digno de registo é a sua série de pinturas sobre viagens chamadas Mapas Mentais. As pinturas desta série incluem esboços em aguarela ou guache de pequeno formato. A primeira pintura dos Mapas Mentais foi criada num bloco chinês com 13 por 17 cm, em Hong Kong. Ackermann continua a preferir trabalhar em formatos pequenos. Os seus trabalhos mostram panorâmicas arquitectónicas quase realistas, ornamentação biomórfica, momentos cartográficos (por exemplo, a sugestão de ruas), fundidos com áreas de cor abstractas, brilhantes e quebradas, e construções geométricas.
Em 2012, Ackermann esteve dois meses em Buenos Aires, na Argentina. Durante a sua estadia realizou 25 painéis de madeira de grande formato, contendo os seus mapas, expostos em Novembro do mesmo ano num anexo do Centro de Artes Faena, em Buenos Aires. Em 2013, projectou vários segmentos de paredes interiores nos corredores e salas do Edifício Baumgarten, sede do Tribunal Constitucional Federal, em Karlsruhe.
Em 2004, Ackermann foi nomeado para o Prémio Hugo Boss. Em 2005 recebeu o Prémio "IFM Kunst am Bau" 2005 pelo seu mural A Grande Viagem, existente na estação de metro Georg Brauchle-Ring de Munique.
Ackermann já expôs em vários países do mundo. Em 2002 participou na 25ª Bienal de São Paulo, com obras de grande formato. Participou também na Bienal de Veneza, em 2003. Outras das suas exposições foram "Drawing Now: 8 Propositions", no Museu de Arte Moderna, de Nova Iorque, "Hybrids" na Tate Liverpool, "Global Navigation System", no Palais de Tokyo, em Paris, e "Estações ao Sol", no Museu Stedelijk, em Amesterdão.
Está representado pela Neugerriemschneider, em Berlim, a Gavin Brown's Enterprise, em Nova Iorque, a galeria Meyer Riegger, em Karlsruhe, a Galeria Fortes Vilaca, em São Paulo, e Gio Marconi, em Milão.

## Mercado de arte
A sua pintura que alcançou o preço mais alto no mercado de arte foi Mental Map: Evasion IV (1996-1997), vendida por £288.000 ($585.794) na Philipps, em Londres, em 13 de Outubro de 2007.

## Colecções públicas
As suas obras estão presentes em diversas coleções públicas, entre as quais o Carnegie Museum of Art, em Pittsburgh, o Denver Art Museum, o Kunsthalle Basel, o Kunstmuseum Wolfsburg, o Metropolitan Museum of Art, em Nova Iorque, o Museu de Arte Moderna, em Nova Iorque, e o Museu de Arte Moderna, de São Francisco.